# Larry Fassenden
Laurence T. Fessenden (nacido el 23 de marzo de 1963) es un actor, productor, escritor, director, editor de películas y director de fotografía estadounidense. Es el fundador de la producción independiente basada en Nueva York, la placa Glass Eye Pix. Sus créditos como escritor / director incluyen No Telling (escrito con Beck Underwood, 1991), Habit (1997), Wendigo (2001) y The Last Winter (escrito con Robert Leaver, 2006), que se encuentra en la colección permanente del Metropolitan Museum de arte moderno. 
También dirigió el largometraje de televisión Beneath (2013), un episodio de la serie de NBC Fear Itself (2008) titulado "Skin and Bones", y un segmento de la antología de comedia de terror The ABCs of Death 2 (2014). Es el escritor, junto con Graham Reznick, del videojuego de Sony Playstation Until Dawn, ganador del Premio BAFTA. Ha actuado en numerosas películas, como Like Me (2017), In a Valley of Violence (2016), We Are Here Here (2015), Jug Face (2012) y Broken Flowers (2005).

## Vida personal
Fessenden nació en la ciudad de Nueva York, Nueva York. Asistió a St. Bernard's School, luego a Phillips Academy, de donde fue expulsado. Está casado con Beck Underwood y la pareja tiene un hijo.

## Filmografía

### Como actor
| Año  | Título                      | Créditos                    | Notas                                     |
| ---- | --------------------------- | --------------------------- | ----------------------------------------- |
| 2024 | Maxxxine                    | Guardia de seguridad        |                                           |
| 2023 | Los asesinos de la luna     | Voz de radio                |                                           |
| 2019 | The Dead Don't Die          | Danny Perkins               |                                           |
| 2019 | Depraved                    | Man in Bar                  |                                           |
| 2018 | The Ranger                  | Uncle Pete                  |                                           |
| 2017 | Intenciones Ocultas         | Vernon LeMay                | Video game                                |
| 2017 | Psychopaths                 |                             |                                           |
| 2017 | Most Beautiful Island       | Rudy                        |                                           |
| 2017 | Small Crimes                | Earl                        |                                           |
| 2017 | Like Me                     | Marshall                    |                                           |
| 2017 | Girlfriend's Day            | Taft                        |                                           |
| 2016 | The Stakelander             | Biggs                       |                                           |
| 2016 | Until Dawn: Rush of Blood   | Dan T                       | Video game                                |
| 2016 | Stray Bullets               | Charlie                     |                                           |
| 2016 | No Way to Live              | Jerry                       |                                           |
| 2016 | The Transfiguration         | Drunk Man                   |                                           |
| 2016 | In a Valley of Violence     | Roy                         |                                           |
| 2016 | Carnage Park                | Travis                      |                                           |
| 2015 | Darling                     | Officer Maneretti           |                                           |
| 2015 | Until Dawn                  | Stranger                    | Video game; Voice & likeness              |
| 2015 | We Are Still Here           | Jacob Lewis                 |                                           |
| 2015 | Body                        | Arthur                      |                                           |
| 2015 | Pod                         | Smith                       |                                           |
| 2014 | Worst Friends               | Jerry                       |                                           |
| 2014 | Late Phases                 | O'Brien                     |                                           |
| 2013 | We Are What We Are          | Bearded Tenant              |                                           |
| 2013 | Ritual                      | Motel Clerk                 |                                           |
| 2012 | Jug Face                    | Sustin                      |                                           |
| 2012 | Wolf Dog                    | Wolf Dog                    |                                           |
| 2012 | Hellbenders                 | Detective Elrod             |                                           |
| 2012 | Wolf Dog Tales              | Wolf Dog                    | Video short; Voice onlyThe Dead Don't Die |
| 2011 | Silver Bullets              | Sam                         |                                           |
| 2011 | You're Next                 | Erik Harson                 |                                           |
| 2010 | Stake Land                  | Roadhouse Bartender         |                                           |
| 2010 | Vanishing on 7th Street     | Bike Messenger              |                                           |
| 2010 | Satan Hates You             | Glumac                      |                                           |
| 2010 | Bitter Feast                | William Coley               |                                           |
| 2010 | Hypothermia                 | Fishing Host                |                                           |
| 2009 | Cabin Fever 2: Spring Fever | Bill                        |                                           |
| 2008 | I Sell The Dead             | Willy Grimes                |                                           |
| 2008 | Wendy and Lucy              | Man in Park                 |                                           |
| 2008 | I Can See You               | Mickey Hauser               |                                           |
| 2006 | The Last Winter             | Charles Foster              |                                           |
| 2005 | The Roost                   | Tow Truck Driver            |                                           |
| 2004 | The Off Season              | Phil                        |                                           |
| 2001 | Session 9                   | Craig McManus               |                                           |
| 2000 | Animal Factory              | Benny                       |                                           |
| 2000 | Hamlet                      | Kissing Man                 |                                           |
| 1999 | Bringing Out The Dead       | Cokehead                    |                                           |
| 1997 | Habit                       | Sam                         |                                           |
| 1994 | River of Grass              | Lee Ray Harold              |                                           |
| 1991 | No Telling                  | Eden Ridge Employee         |                                           |
| 1982 | Habit                       | Sam                         | Video                                     |
| 1981 | A Face in the Crowd         | Narrator                    | Voice only                                |
| 1981 | Lifeline                    | Man                         | Short film                                |
| 1980 | White Trash                 | Man Who Looks Through Trash | Short film                                |

### Como escritor
| Year | Title                                 | Notes      |
| ---- | ------------------------------------- | ---------- |
| 2016 | "Until Dawn: Rush of Blood"           | Video game |
| 2015 | Until Dawn                            | Video game |
| 2008 | Santa Claws                           | Short film |
| 2006 | The Last Winter                       |            |
| 2001 | Wendigo                               |            |
| 1997 | Habit                                 |            |
| 1991 | No Telling                            |            |
| 1989 | Hollow Venus: Diary of a Go-Go Dancer |            |
| 1982 | Habit                                 | Video      |
| 1981 | A Face in the Crowd                   |            |
| 1981 | Lifeline                              | Short film |
| 1980 | The Field                             | Short film |
| 1980 | White Trash                           | Short film |
| 1979 | The Eliminator                        | Short film |

### Como director
| Year | Title                                 | Notes                     |
| ---- | ------------------------------------- | ------------------------- |
| 2014 | The ABCs of Death 2                   | Segment: "N is for Nexus" |
| 2014 | Frankenstein Cannot Be Stopped        | Video short               |
| 2013 | Beneath                               |                           |
| 2008 | Fear Itself                           | Episode: "Skin and Bones" |
| 2006 | The Last Winter                       |                           |
| 2002 | Searching for the Wendigo             | Documentary short         |
| 2001 | Wendigo                               |                           |
| 1997 | Habit                                 |                           |
| 1991 | No Telling                            |                           |
| 1989 | Hollow Venus: Diary of a Go-Go Dancer |                           |
| 1989 | Stunt: A Musical Motion Picture       | Short film                |
| 1987 | Mismatch                              | Documentary short         |
| 1986 | Chinatown                             | Documentary short         |
| 1985 | Experienced Movers                    |                           |
| 1982 | Habit                                 | Video                     |
| 1981 | A Face in the Crowd                   |                           |
| 1981 | Lifeline                              | Short film                |
| 1980 | The Field                             | Short film                |
| 1980 | White Trash                           | Short film                |
| 1979 | The Eliminator                        | Short film                |
| 1978 | Jaws                                  | Short film                |

### Como productor
| Year | Title                  | Notes              |
| ---- | ---------------------- | ------------------ |
| 2016 | The Stakelander        | Producer           |
| 2016 | Stray Bullets          | Producer           |
| 2016 | Callback               | Co-Producer        |
| 2016 | Certain Women          | Executive Producer |
| 2015 | Darling                | Executive Producer |
| 2014 | Late Phases            | Producer           |
| 2013 | Beneath                | Producer           |
| 2011 | The Innkeepers         | Producer           |
| 2010 | Hypothermia            | Producer           |
| 2010 | Stake Land             | Producer           |
| 2010 | Satan Hates You        | Producer           |
| 2010 | Bitter Feast           | producer           |
| 2009 | The House of the Devil | Producer           |
| 2008 | I Sell the Dead        | Producer           |
| 2008 | Wendy and Lucy         | Producer           |
| 2008 | I Can See You          | Executive Producer |
| 2007 | Trigger Man            | Executive Producer |
| 2006 | The Last Winter        | Producer           |
| 2006 | Automatons             | Executive Producer |
| 2005 | The Roost              | Executive Producer |
| 2004 | The Off Season         | Executive Producer |
| 1994 | River of Grass         | Associate Producer |